# Kolossó
Kolossó (1899-ig Klyussó, szlovákul: Kľušov) község Szlovákiában, az Eperjesi kerület Bártfai járásában.

## Fekvése
Bártfától 5 km-re délre fekszik.

## Története
1330-ban említik először.
A 18. század végén Vályi András így ír róla: „KLUSSO. Tót falu Sáros Várm. földes Ura B. Splényi Uraság, lakosai katolikusok, fekszik Bártfához fél mértföldnyire, ’s eredeti helye klobusiczky Uraságoknak, határja Fricskéhez hasonlító.”
Fényes Elek 1851-ben kiadott geográfiai szótárában így ír a faluról: „Klussó, Sáros v. tót falu, Bártfához délre 1/2 mfld: 665 kathol., 6 zsidó lak. Jó határ. Erdő.”
A trianoni diktátum előtt Sáros vármegye Bártfai járásához tartozott.

## Népessége
| Év:            | 1994. | 2004.   | 2014.   | 2024.   |
| -------------- | ----- | ------- | ------- | ------- |
| Emberek száma: | 970   | 1033    | 1092    | 1089    |
| Eltérés:       |       | +6,49 % | +5,71 % | -0,27 % |

| Év:            | 2023. | 2024.   |
| -------------- | ----- | ------- |
| Emberek száma: | 1074  | 1089    |
| Eltérés:       |       | +1,39 % |

1910-ben 629, túlnyomórészt szlovák lakosa volt.
2001-ben 967 lakosából 949 szlovák volt.
2011-ben 1039 lakosából 992 szlovák.

## Nevezetességei
Szent Cirill és Metód tiszteletére szentelt római katolikus temploma.